# Chalkedon

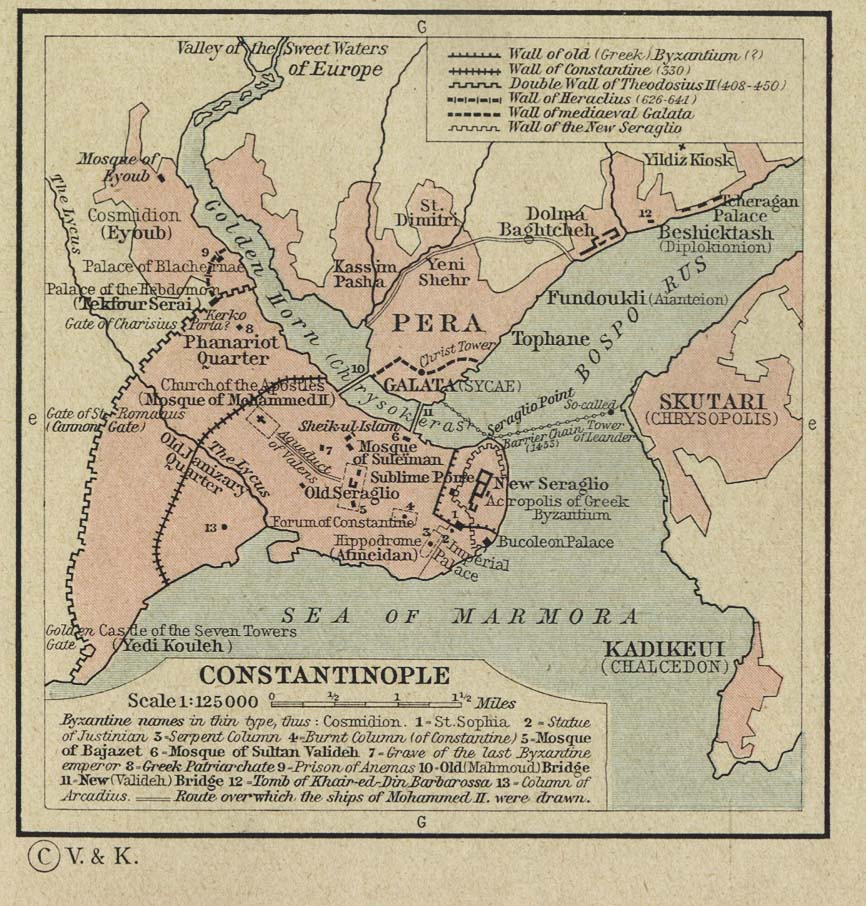
Chalkedon (längst i sydost) i förhållande till Konstantinopel på sent 1400-tal

Chalkedon (grekiska Χαλκηδών, latin Chalcedon) var under antiken och medeltiden en stad i landskapet Bithynien i Mindre Asien, vid Bosporen, mitt emot Byzantion. I dag heter den Kadıköy och är en del av Istanbul i dagens Turkiet.

## Historia
Chalkedon grundades omkring år 675 f.Kr. av grekiska kolonister från Megara. 505 f.Kr. erövrades staden av perserna, och år 409 f.Kr. av Alkibiades. Staden är tidigt känd som födelsestad för läkaren Herophilos (325-255 f.Kr.), kallad anatomins fader.
Efter Nikomedes III:s död år 75 f.Kr. tillföll Chalkedon tillsammans med det övriga Bithynien romarna, enligt en uppgift på grund av testamente. I september 323 besegrade Konstantin den store där Licinius, sin rival om tronen, och lät därefter förändra alla grekiska tempel till kristna kyrkor. På 500-talet återuppbyggdes staden av den bysantinske kejsar Justinianus I i sin forna glans under namnet Justinianea. Den förstördes sedan i grunden av osmanerna.

## Konciliet i Chalkedon
Konciliet i Chalkedon, det fjärde ekumeniska konciliet, hölls i staden år 451. Konciliet avsatte biskop Dioskuros och arkimandrit Eutyches från deras ämbeten och fördömde nestorianismen och eutychianismen.
Framför allt avslutade mötet den kristologiska striden kring frågan om det i Kristus finns en eller två naturer. Motsättningen mellan monofysiter och dyofysiter löstes salomoniskt av påven Leo I, vars legater var närvarande, genom att personbegreppet infördes: "Kristus är sann Gud och sann människa. Efter Kristi människoblivande består personens enhet i två naturer, vilka är utan sammanblandning och förvandling, oupplösligt och oskiljaktigt förenade". Formeln "en person i två naturer" tillfredsställde dock inte alla, och det finns alltjämt en betydande grupp icke-chalcedonensiska kyrkor som förkastar kyrkomötets lära som dyofysitisk.
Jämte denna trosformel uppsattes 30 kyrkolagar (canones), av vilka den 28:e rönte häftigt motstånd i Rom, emedan den tillerkände patriarken i Konstantinopel samma rättigheter och företräden som den romerska och gav den senare företräde blott i rang. Blodiga uppror i Palestina och Egypten blev de närmaste följderna av besluten i Chalkedon, och först efter hundraåriga kyrkliga förhandlingar erhöll den chalkedoniska trosbekännelsen det symboliska anseende som den ännu har såväl i de katolska och grekiska som i de protestantiska kyrkorna.